# Pilar Sesma
Pilar Sesma Egózcue (Pamplona, 1950) es una bióloga e investigadora española. Catedrática emérita de la Universidad de Navarra.

## Biografía
Nacida en el barrio pamplonés de san Pedro, en el seno de una familia de siete hijos —Pilar era la pequeña—, con escasos recursos económicos. Varios miembros de su familia trabajaban en fábricas y talleres. Cuatro de sus hermanos emigraron a Francia. Dos de sus maestras doña Carmen y doña Fermina, prepararon a Pilar y a su hermana Carmen para el examen de ingreso en el instituto. Durante el bachillerato, se perfiló su vocación a la docencia y a la investigación. Ambas pudieron acceder a los estudios universitarios gracias a becas del Ministerio de Educación y Ciencia, y a la Asociación de Amigos de la Universidad de Navarra. Realizó la licentura y el doctorado en Biología en la Universidad de Navarra, bajo la dirección de Jesús Vázquez García.
Obtuvo la plaza de profesora titular de Biología Celular de la Universidad de Valencia (1977) y de catedrática de la Universidad Autónoma de Barcelona (1983). Fue la catedrática más joven de España en su área y la primera alumna navarra de la Universidad de Navarra que obtuvo una cátedra universitaria. De regreso a Pamplona, ocupó diversos cargos en la Universidad de Navarra: catedrática de Biología Celular (1984-2015), decana de la Facultad de Ciencias (1990-2005), y adjunta al Vicerrectorado de Profesorado (2007-2012). También estuvo al cargo del departamento de Histología y Anatomía Patológica durante veinte años. 
Dirigió veintitrés tesis de licenciatura y doce tesis doctorales, y participó en dieciocho proyectos de investigación. Es autora de 82 publicaciones científicas.

## Distinciones
- Medalla de Oro de la Universidad de Navarra (2016).[7]